# Bertus de Harder
Johannes Lambertus de Harder ('s-Gravenhage, 14 de janeiro de 1920 - 7 de dezembro de 1982) foi um futebolista neerlandês, que atuava como atacante.

## Carreira
Bertus de Harder fez parte do elenco da Seleção Neerlandesa de Futebol que disputou a Copa do Mundo de 1938.

## Ligações Externas
- Perfil em FIFA.com (em inglês)